# Dietlind Stahl
Dietlind Stahl (geboren als Dietlind Mueller-Stahl; * 1938) ist eine deutsche Schauspielerin, Synchron- und Hörspielsprecherin.

## Leben
Dietlind Stahl wurde 1938 als Tochter des ostpreußischen Bankkaufmanns Alfred Mueller-Stahl und dessen Frau Editha geboren. Sie ist die Schwester des Schauspielers Armin Mueller-Stahl, des Regisseurs Hagen Mueller-Stahl und der Dramaturgin Gisela Mueller-Stahl. Von 1957 bis 1960 absolvierte sie die Staatliche Schauspielschule Berlin. Die gesamte Klasse ging nach dem Abschluss an das Theater Parchim, doch das Vorhaben ließ sich wegen unterschiedlicher Ansichten nicht durchhalten. Bereits 1962 hatte sie ihre ersten Auftritte am Berliner Ensemble, ging aber Mitte der 1967 an das Theater der Bergarbeiter Senftenberg, um Ende der 1960er Jahre wieder an das Berliner Ensemble zurückzukehren. Für den Deutschen Fernsehfunk (später Fernsehen der DDR) und die DEFA stand sie mehrfach vor der Kamera. Ebenfalls für die DEFA wirkte sie in einigen Spielfilmen als Synchronsprecherin sowie für den Rundfunk der DDR als Hörspielsprecherin.

## Filmografie
- 1959: Verwirrung der Liebe
- 1960: Die Flucht aus der Hölle (Fernseh-Vierteiler, 2 Episoden)
- 1960: Fünf Patronenhülsen
- 1978: Ein Zimmer mit Ausblick (Fernsehserie, 1 Episode)
- 1989: Großer Frieden (Theateraufzeichnung)
- 1990: Biologie!
- 1993: Wolffs Revier (Fernsehserie, 1 Episode)
- 1995: Tatort: Endstation (Fernsehreihe)
- 1995: Wolffs Revier (Fernsehreihe, 1 Episode)

## Theater
- 1962: Bertolt Brecht: Schweyk im Zweiten Weltkrieg – Regie: Erich Engel/Wolfgang Pintzka (Berliner Ensemble)
- 1966: George Bernhard Shaw: Die heilige Johanna (Johanna) – Regie: Ulf Reiher (Theater der Bergarbeiter Senftenberg)
- 1966: Wiktor Rosow: Unterwegs – Regie: Ulf Reiher (Theater der Bergarbeiter Senftenberg)
- 1968 Frederick Loewe/Alan Jay Lerner: My Fair Lady (Eliza) – Regie: Ulf Reiher (Theater der Bergarbeiter Senftenberg)
- 1974: Karl Mickel nach Fernando de Rojas: La Celestina (Mutter Emerencia) – Regie: Jürgen Pörschmann/Günter Schmidt (Berliner Ensemble)
- 1976: Helmut Baierl: Sommerbürger (Tamara) – Regie: Ruth Berghaus (Berliner Ensemble)
- 1977: Bertolt Brecht: Der kaukasische Kreidekreis – Regie: Peter Kupke (Berliner Ensemble)
- 1977: Bertolt Brecht: Galileo Galilei – Regie: Manfred Wekwerth/Joachim Tenschert (Berliner Ensemble)
- 1980: William Shakespeare: Die Zähmung der Widerspenstigen – Regie: Christoph Brück/Wolf Bunge (Berliner Ensemble)
- 1982: Friedrich Dürrenmatt: Die Physiker – Regie: Jochen Ziller (Berliner Ensemble)
- 1982: Volker Braun: Tinka (Sekretärin) – Regie: Konrad Zschiedrich (Berliner Ensemble)
- 1985: Georg Seidel: Jochen Schanotta (Alte/Dicke) – Regie: Christoph Brück (Berliner Ensemble)
- 1987: Heiner Müller nach Bertolt Brecht: Der Untergang des Egoisten Fatzer – Regie: Manfred Wekwerth/Joachim Tenschert (Berliner Ensemble)
- 1987: Bertolt Brecht: Baal (Luise) – Regie: Alejandro Quintana (Berliner Ensemble)
- 1989: Georg Seidel: Carmen Kittel – Regie: Jochen Ziller (Berliner Ensemble)

## Hörspiele
- 1982: Bertolt Brecht: Galileo Galilei (Maskenzug/Pestbeschwörerin) – Regie: Manfred Wekwerth/Joachim Tenschert (Theatermitschnitt – Litera)
- 1984: Hans-Georg Lietz: Die Pest in Marseille – Regie: Maritta Hübner (Kinderhörspiel/Kurzhörspiel – Rundfunk der DDR)

## Synchronisation
- 1963: Larissa Gordeitschik als Tanja in Begegnung im All